# 국도 제7호선 (미국)

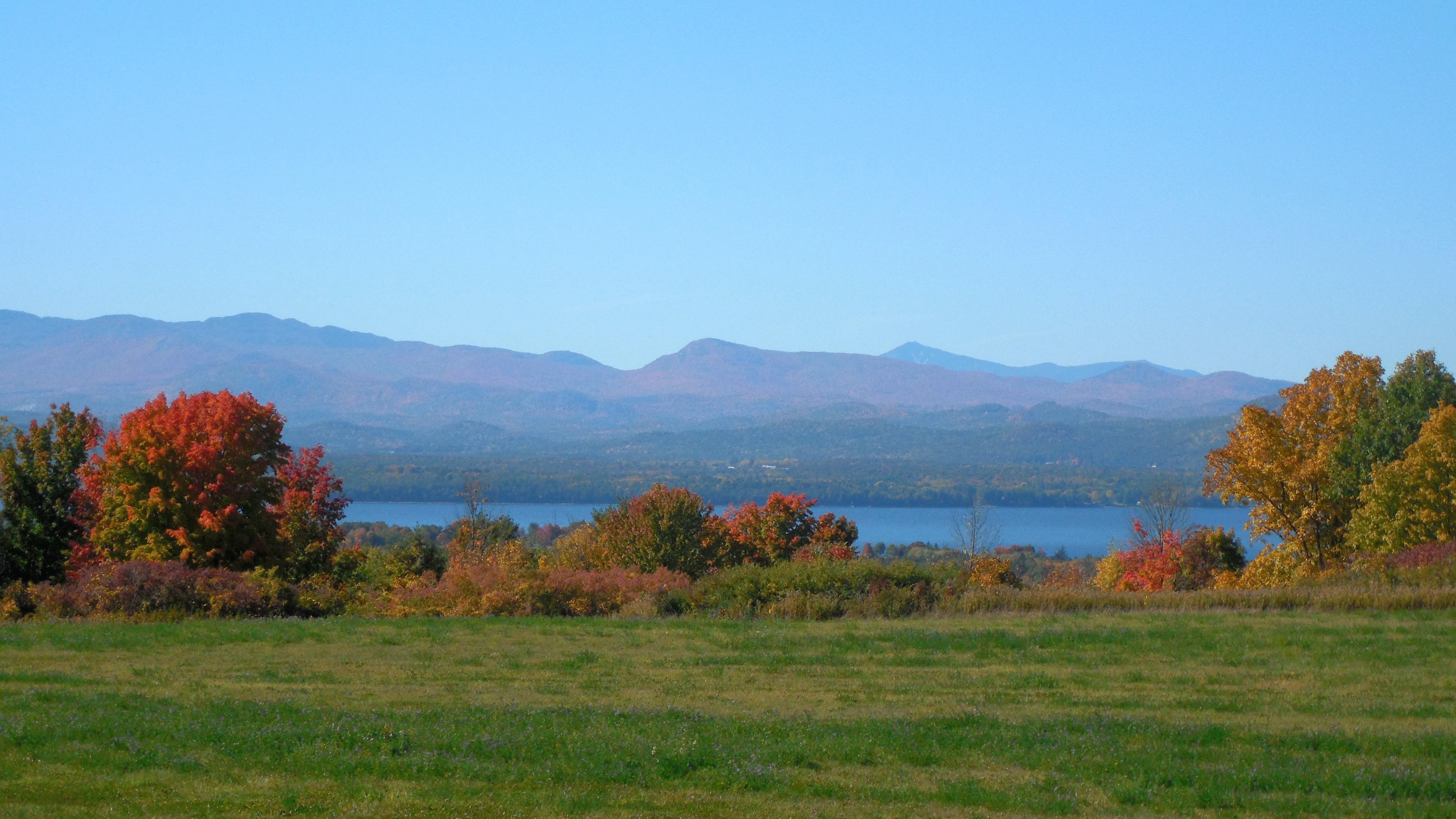
미국 버몬트주 샬럿에서 섐플레인호 서쪽으로 바라보고 있는 US 7번 국도 전경.

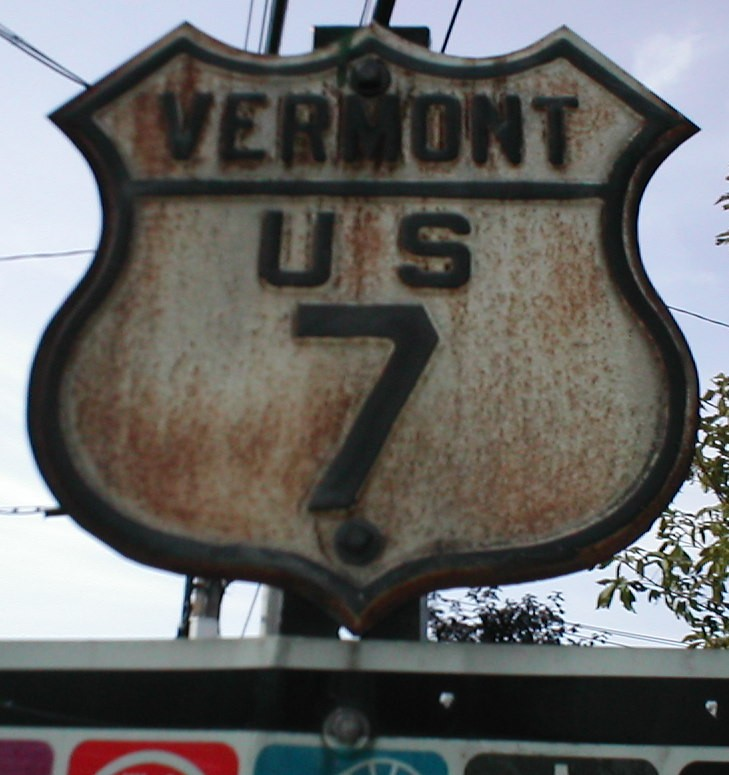
예전에 미국의 주별로 표기된 국도 제7호선의 실질적인 마크의 모습이며, US 7번 국도의 심벌마크를 가진 해당 주는 버몬트주이다.

국도 제7호선(U.S. Route 7)은 코네티컷주의 노워크에서 출발하여 매사추세츠주를 거쳐 버몬트주의  하이게이트까지 이어주는 총연장 308.36 mi의 거리를 가진 미국의 일반 국도이다. 그러나 해당 국도는 뉴잉글랜드의 서부 지역을 종단하고 있는 남북간 횡단 도로이기도 하며, US 5번 국도와 마찬가지로, 코네티컷주와 매사추세츠주, 버몬트주 등을 모두 통과하고 있는 특이한 도로망이기도 하나, 해당 도로의 기점에서는 주간고속도로 제95호선의 15번 출구로 빠져 나오게 되는 노워크이다. 다만 종점은 주간고속도로 제89호선의 22번 출구로 빠져 나오게 되는 하이게이트로 빠져 나가게 되지만, 인근에는 미국-캐나다 국경의 남쪽 지역이 맞닿아 있다.

## 주요 경유지
코네티컷주
- I-95 : 노워크
- US 1 : 노워크
- I-84 : 댄버리이며, 해당 도로는 시내 중심가까지 직통으로 이어줌.
- US 6·US 202(영어판) : 댄버리이지만, US 6·7의 경우 시내 중심가까지 직통으로 이어주며, US 7·202는 브룩필드(영어판)까지 직통으로 연결됨.
- US 202(영어판) : 브룩필드
- US 202(영어판) : 브룩필드이지만, 해당 도로는 뉴밀퍼드(영어판)까지 연결됨,
- US 44 : 노스케이넌(영어판)이며, 동시에 해당 마을 중심가까지 통과함.

매사추세츠주
- US 20 : 레녹스(영어판)이며, 해당 도로는 피츠필드까지 이어줌.

버몬트주
- US 4 : 러틀랜드(영어판)이며, 해당 도로는 피츠필드까지 이어줌.
- 주간고속도로 제189호선(영어판) : 사우스벌링턴(영어판)-벌링턴 간을 서로 연결.
- US 2 : 벌링턴이며, 해당 도로는 콜체스터(영어판)까지 연결됨.
- I-89 : 콜체스터(영어판), 조지아(영어판), 하이게이트(영어판)

## 같이 보기
관련 도로
- 뉴욕주도 제22호선(영어판)
- 코네티컷주도 제41호선(영어판)과 매사추세츠주도 제41호선(영어판)
- 뉴욕주도 343호선 (뉴욕주-코네티컷주)과 뉴욕주도 343호선 (뉴욕주-코네티컷주)
- 매사추세츠주도 제7A호선(영어판)
- 버몬트주도 제7A호선(영어판)
- 버몬트주도 제7B호선(영어판)

관련 문서
- 미국의 일반 국도